# Lac Petawaga
Lac Petawaga är en sjö i Kanada.   Den ligger i regionen Laurentides och provinsen Québec, i den sydöstra delen av landet, 180 km norr om huvudstaden Ottawa. Lac Petawaga ligger 234 meter över havet. Arean är 23,4 kvadratkilometer. Den sträcker sig 20,5 kilometer i nord-sydlig riktning, och 8,8 kilometer i öst-västlig riktning.
I omgivningarna runt Lac Petawaga växer i huvudsak blandskog. Trakten runt Lac Petawaga är nära nog obefolkad, med mindre än två invånare per kvadratkilometer.